# Karimero
Karimero カリメロ es un gran grupo de Angura kei de Japón. Se separaron en 2004.

## Historia
Karimero se forma en mayo del 2001 con Yuuki como vocalista, Nao a la guitarra, Koosuke en el bajo y Tsuyoshi como baterista.

## Integrantes
- Vocal: Yuuki
- Guitarra: Nao
- Bajo: Kousuke
- Batería: Tsuyoshi

## Discografía
ALBUM & MINI-ALBUM
- 2004-03-03 	hako niwa
- 2002-07-12 	local memory
- 2001-11-12 	nostalgie

SINGLE & MAXI-SINGLE
- 2004-11-06 	Nagare
- 2003-04-00 	Netsu
- 2003-03-10 	aoi tori/niji no machibito
- 2003-01-10 	netsu rakuen

DEMO
- 2002-03-00 	hansel
- 2002-03-00 	gretel
- 2001-07-00 	music room

OMNIBUS
- 2004-01-21 	Kiwamono Tachi no Kajitsu
- 2002-10-29 	Teito taisen
- 2002-10-21 	Shock Edge 2002
- 2002-05-29 	Yougenkyou II

- Datos: Q5958166